# محطة الوزن المحورية

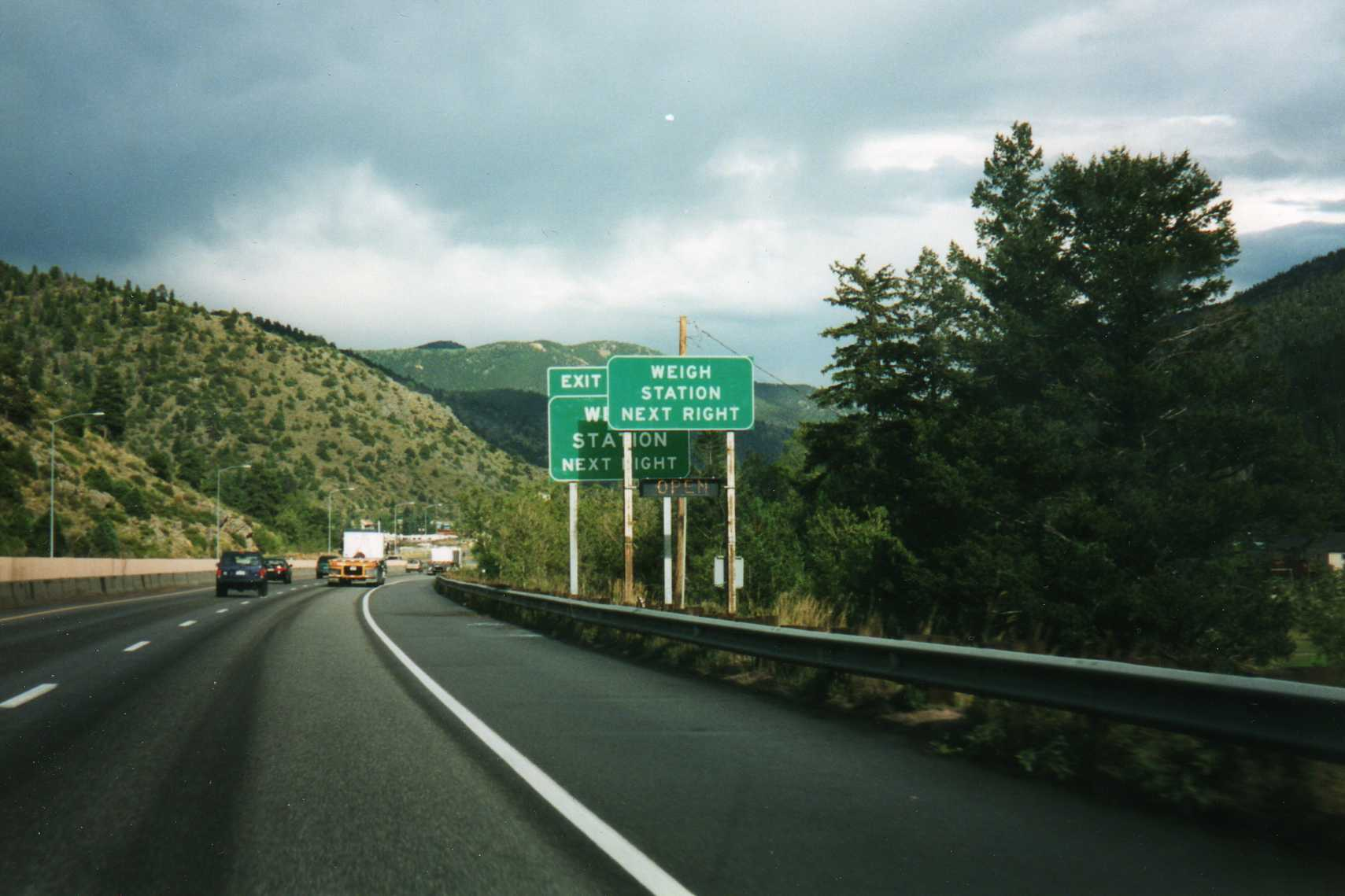
علامة مرور، في الطريق السريع 70 في ولاية كولورادو الأمريكية، تشير عادة إلى وجود محطة وزن محورية قادمة، مع الإشارة إلى ما إذا كانت مفتوحة.

محطة الوزن المحورية أو محطات مراقية الوزن (بالإنجليزية: Weigh station)‏ هي محطات مراقبة الهدف الأساسي من إنشاءها هو الحد من الحمولات الزائدة وما يمكن أن تسببه على الطرق والطرق السيارة من خسائر مادية وبشرية، حيث تؤثر سلبا على شبكات الطرق من الجسور وغيرها من البنية التحتية الطرقية، وتؤدي إلى احداث أضرار بالغة في الطرق.
وتجبر محطات مراقية الوزن سائقي الشاحنات ذات الحمولات الكبيرة والتجار ومستثمري النقل إلى الالتزام بالقوانين والضوابط التي تحدد الحمولات المعمول بها في دولة ما، وذلك حفاظا على البنية التحتية العامة وسلامة المواطنين والمسافرين والساليكن من مستعملي هذه الطرق لما قد تسببه من مخاطر وأضرار وحوادث مرورية تودي بأرواح المواطنين كلما تم مخالقة قوانين الوزن في إطار قوانين السير المعمول بها.

## محطات الوزن المتطورة
المقاييس القديمة لمحطات مراقبة الوزن، تتطلب توقف الشاحنات لقياس الوزن في محطات الوزن المحورية. بينما محطات الوزن الحديثة والمتطورة تعمل بطريقة حديثة حيث يتم مراقبة الحمولات بطريقة إلكترونية وسريعة لا تسبب أي عرقلة أو تكدسات أو ازدحامات مرورية على الطرق التي تراقبها، وغالبا ما يكون التنبيه بأضواء الإشارة التي تدل إذا كان السائق قد تخطى الون المسموح به قانونيا، حيث يجب توقق الشاحنة للتفتيشات إضافية وتدقيق المخالفة، واتخاذ إجراء سحب بعض الحمولة للاستمرار أو السماح لهم بالعودة إلى طريق يسمح بمرور الوزن الذي تم قياسه.
وتعمل المحطات الحديثة بالموازاة مع قوانين واحكاماً ومراقية مهنية من طرق أشخاص مؤهلين مهنيا وأخلاقيا (فيما يخص دول العالم الثالث-مخاربة الارتشاء) تتعلق بقواعد سير المركبات الكبيرة على الطرق العامة السريعة بما فيها المخالفات من قبل أصحاب الشاحنات ذات الحمولات الثقيلة.

لافتة مرورية تشير إلى محطة الوزن المحورية بالولايات المتحجة.
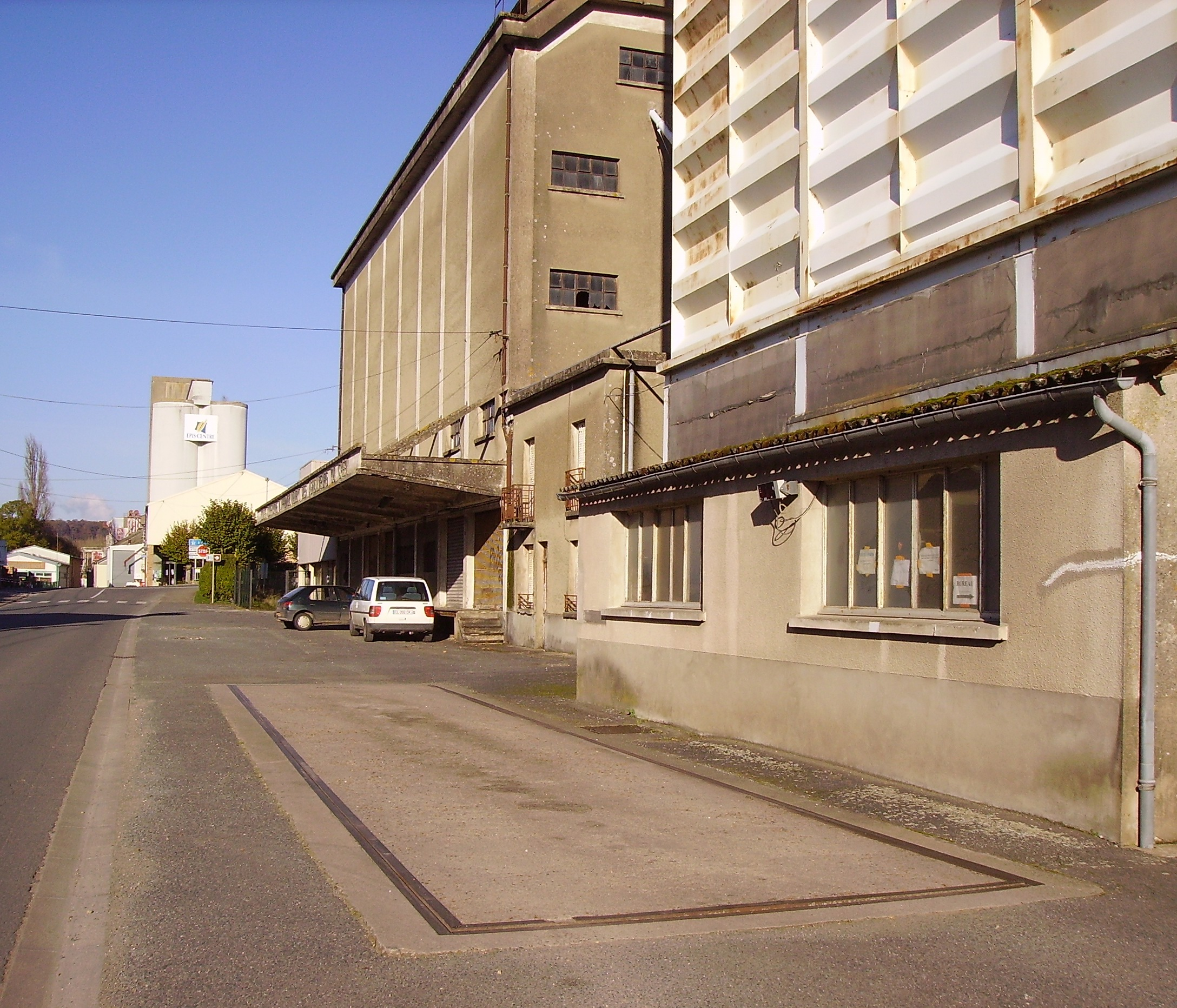
جسر قبان إلكتروني لقياس وزن المركبات السيارة.
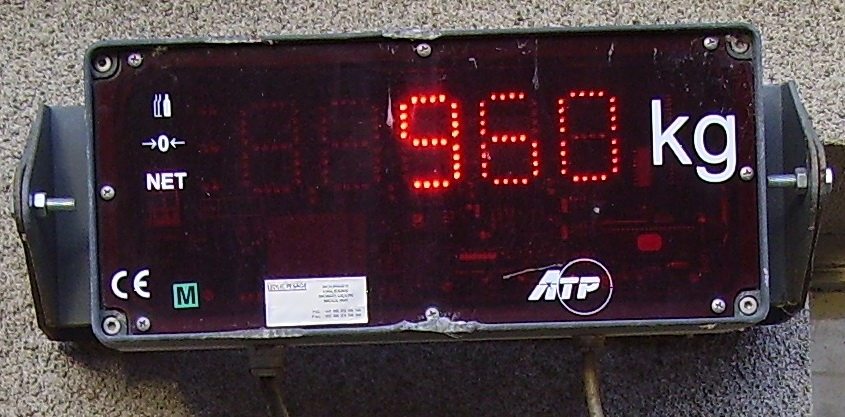
مؤشر استشعار الوزن في محطات مراقبة الوزن المحوري.

## وصلات خارجية
- United States Truck Weigh Stations and Scales
- Truck Weigh Stations and Scales Real Time Status